# 白沙洲街道 (衡阳市)
白沙洲街道，是中华人民共和国湖南省衡陽市雁峰区下辖的一个乡镇级行政单位。

## 行政区划
白沙洲街道下辖以下地区：
新矿村社区、铜桥港社区、园林社区、欧水岭社区、纺织新村社区、联盟山社区、白沙洲社区、白竹皂社区、君旺社区、钰景社区、陡岭社区和塑田村。